# إطار مطاطي

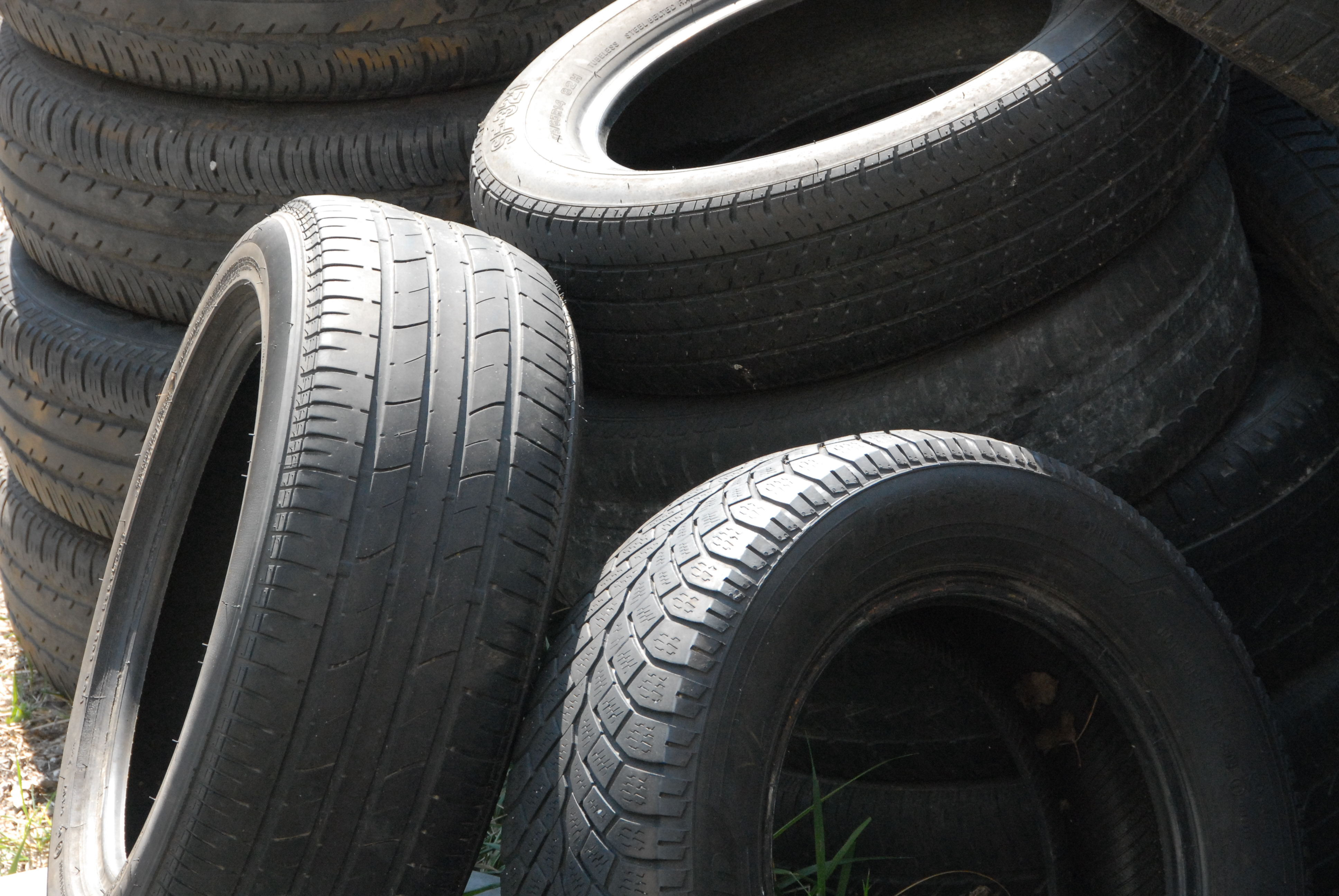
إطارات هوائية قديمة.

الإطار المطاط هو الإطار المستخدم في المركبات، يتكون من قرص مطاطي ويُركب كي يحيط بحافة طوق معدني لتثبيت العجلة، يحوي الإطار أنبوباً دائرياً، يُنفخ بالهواء المضغوط. أول من اخترع الاطارات المطاطية هو الطبيب البيطري الايرلندي جورج بويد دانلوب سنة 1888 وفي سنة 1889 انشأ مصنعا لها.
بعض أنواع الإطارات لا تحتاج إلى أنبوب مطاطي، مثلما في العربة حيث تكون العجلة خشبية ويحيطها إطار حديدي يعمل على تماسكها. كما يمكن أن يكون الإطار المطاطي سميكا مصبوبا من دون أنبوب منفوخ (أنظر إطار بدون أنبوب).
تُستخدم الإطارات في عدة مركبات، مثل السيارات، الطائرات، الدراجات، وغيرها. غرض الإطارات هو زيادة الاحتكاك مع الأرض ويمنع الانزلاق، وأما الهواء المضغوط في حلقة الأنبوب فهو يقلل من الاهتزاز الذي يصيب جسم المركبة حيث يعمل على رفع جسم المركبة عن الأرض ويقوم بامتصاص جزء من الاهتزازات.

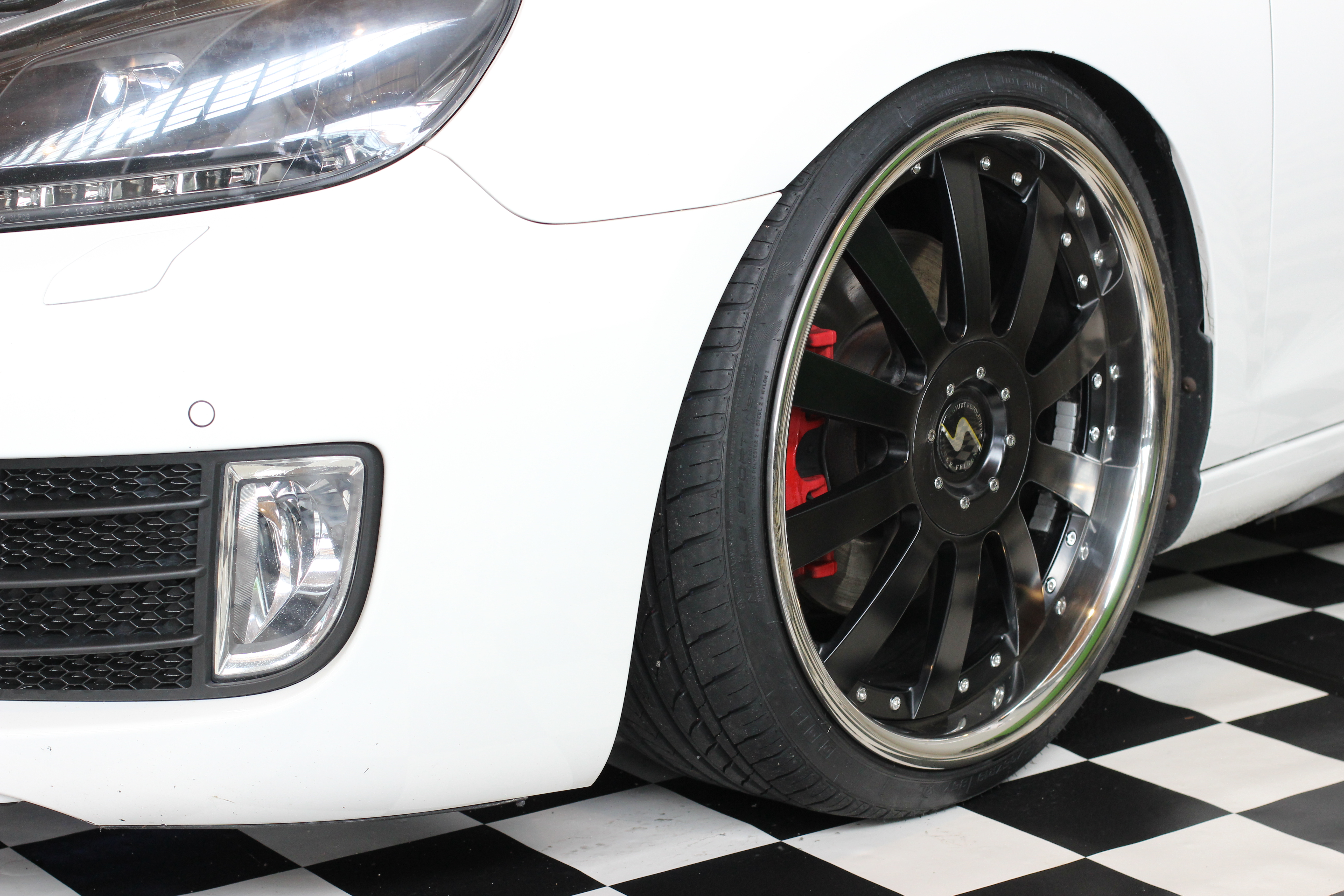
أطار مطاطي منخفض ، حول طوق من المعدن الخفيف لسيارة VW Golf VI.

تستخدم الإطارات أيضاُ لحماية العجلة من التآكل والتلف. كما أن الصوت الناتج عن تدحرج العجلات المكسوة باطار مطاطى يكون منخفضا جدا. كما أن المطاط له مقاومة عالية ضد البري والتآكل.
يخضع الإطار المطاطي لمجموعة من المواصفات الفنية العالمية، وتحدد قوانين المرور في الدول المختلفة بعض تلك المواصفات، وعلى الأخص عمق الحزوز على الإطار التي تتآكل مع طول السير والاستخدام، فيجب أن لا يقل عمقها عن 2 مليمتر. إذا بري الإطار وكان عمق حزوزه أقل من 2 مليمتر فإن كفاءة الكبح تقل كثيرا.
يتم تصنيع الإطار بواسطة مجموعة من الشركات العالمية (أصحاب العلامة التجارية)، وتعتبر عملية تصنيع الإطار المطاطى والمكونات الداخلة في تصنيعة وطريقة تصنيعه من الأسرار الخاصة بكل شركة ولا يستطيع الأفراد الاغنياء البدء في عمل مصنع لإنتاج الإطارات تحت علامة تجارية جديدة خاصه بهم لأن ذلك مكلف جدا علاوة عن عدم تمكنهم من الحصول على الخبرات العملية والعلمية.
في درجات الحرارة المنخفضة تستخدم إطارات الشتاء. يصنع هذا الإطار من المطاط يظل لينا حتى على الحرارة المنخفضة تساوي أو تقل 7 درجات مئوية ويضمن قدرة حركية أكبر من الإطار الصيفي وتماسكا جيدا على الطرقات الزلقة وعلى الجليد. فهناك أيضا الإطارات الشمالية لمواجهة الظروف الشتوية القصوى وللسير على المسطحات الجليدية في درجات حرارة تحت الصفر المئوي.
فالإطارات الصيفية صممت للسير في درجات حرارة تفوق 7 درجات، يشتد مطاطها ويفقد المرونة اللزوجية تحت هذا الحد.
يوجد أيضا الإطار لكل الفصول يستخدم في المناطق ذات درجات الحرارة المعتدلة حتى في فصل الشتاء.

## تاريخ
تعود براءة اختراع الأطر المطاطية لـ جون بويد دنلوب والذي أنشأ سنة 1889 مصنعا لها.
رغم الراحة التي وفرتها الأطر المطاطية المنفوخة بهواء مضغوط والتي يتم تثبيتها على عجلات معدنية (في الغالب)، إلا أن تغييرها في حالة حدوث ثقب ظلت تؤرق المستعملين. لتسهيل الأمر اقترح الأخوين إدوارد ميشلان وأندريه ميشلان فكرة الإطار المزود بأنبوب مطاطي، وأودعا براءة اختراع بذلك سنة 1891. ونال هذا الاختراع نجاحا فوريا، ليشمل إضافة إلى أطر الدراجات والسيارات أيضا.
سنة 1929، ظهر اطار مطاطي أو الصفاق للسكك الحديدية ركب على مركبة الميشلين. وفي سنة 1933 ظهر أول إطار بمسامير للسير على الطرق المكسوة بالجليد أو الثلج.
من أهم التطورات في مجال تطوير الأطر المطاطية، هو ظهور الإطار المطاطي ذي الهيكل نصف دائري والذي نال براءة اختراعه في 4 يونيو 1946 شركة ميشلان. يليه ظهور الإطار المطاطي بدون أنبوب  إنجلترا سنة 1955 من اختراع ميشلان دائما.
وتركزت التطويرات في ما بعد على تحسين أداء الأطر في ظروف مختلفة ومن أجل أداء أفضل دائما وأيضا من أجل توفير استهلاك الوقود. أصبح تصنيف اطارات شاحنات الركاب وعربات النقل إلزاميا في أوروبا منذ نومبر/تشرين الثاني 2012  بناء على القانون تم تصويته في نومبر/تشرين الثاني 2009. هناك ثلاثة معايير : كفاءة استهلاك الطاقة (علامات من فئة A إلي فئة G)، الكبح على الطرق المبللة (علامات من فئة A إلى فئة G) والضوضاء (علامات ممثلة بثلاثة أمواج).